# Регистан (Бухара)
Регистан — площадь у подножия бухарского Арка (Узбекистан).
Регистан был известен в Бухаре изобилием торговых рядов и базаров. В доисламский и послеисламский периоды в Регистане располагались административные, военно-гражданские здания.

## Название
Как называли эту площадь в доисламский период неизвестно. Известно, что, во II—III веках хиджры называли Регистаном.
Слово «Регистан» от Персидского, означает «песчаное место». Неизвестно, почему площадь перед крепостями назывались «регистаном».

## Площадь Регистана
Согласно вакфным документам, граница Регистана была небольшой. Сведения вакфов о его границах (6 га; 233х270 метров) сводятся к следующему: с севера границы Регистана примыкали к медресе Устад Рухи и Бозори гусфанд, также к северо-западному углу Арка. С востока примыкал к Арку, с юга к медресе Ходжа Нихол и дальше к бывшему народному дому. С запада примыкал к медресе Шодим-бий и мечети Боло-хауз.
Из легенд Наршахи становится известным, что площадь Регистана была больше, чем как указывается в вакфах. Площадь, начинающуюся из западных ворот Арка и заканчивающуюся в Дарвозаи Мабад (позднее Имамские ворота) называли регистаном.

## История
В доисламский и послеисламский периоды на этой территории располагались административные, военно-гражданские здания.
При Саманидах на этой территории располагались административные здания: различные ведомства — диваны. Наср ибн Ахмад в Регистане построил десяц диванов под названиями — дивани вазир, дивани мустауфи, дивани абдулмалик, дивани Сахиб шурат, дивани Сахиби муайян (муайяд), дивани Шараф, дивани мамлакаи хосса, дивани мухтасиб, дивани уков, дивани казо.
Отсутствуют данные о реставрации Регистана в период от Караханидов до Шейбанидов. Шейбаниды сделали Бухару столицей своего государства, после чего политический и культурный статус Бухары стал расти. Старые сооружения на Регистане, которые не уцелели до наших дней (кроме Боло-хауза) и большинство из которых были разрушены, окончательно уничтожены при советской власти, относились к периоду Шейбанидов и последующих династий.

### Площадь независимости
После торжественного объявления Российского полномочного представителя о признании полной независимости БНСР, название площади было переименовано на площадь Независимости.

### Сквер имени Ленина

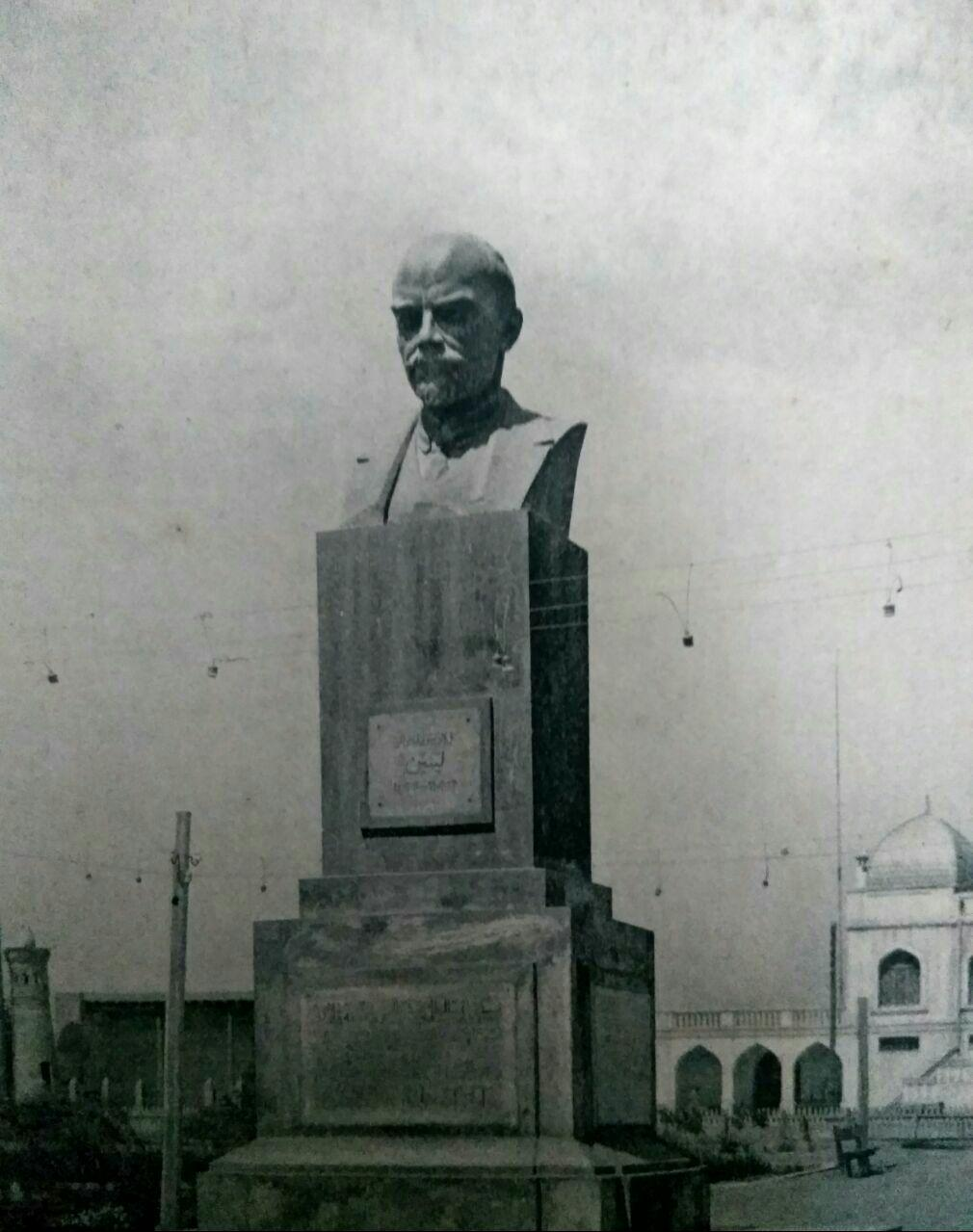
Бюст В. И. Ленина в Регистане

В апреле 1924 года Центральная строительная комиссия ЦИК Бухарской народной советской республики (БНСР) приняла решение разбить сквер на площади Регистан и установить памятник В. И. Ленину. На место будущего сквера была свезена хорошая земля, посажены более полутора тысяч саженцев карагача, ясеня и акации. Некоторые из этих деревьев сохранились и до наших дней.
Правительство БНСР объявило конкурс на лучший проект памятника. В этом творческом состязании приняли участие художники, скульпторы, архитекторы Ташкента, Ленинграда и Москвы. Центральная строительная комиссия ЦИК БНСР остановила своё внимание на проекте скульптора Л. М. Ровенского. В начале августа 1924 года прект был утверждён.
Бюст В. И. Ленина и мраморные плиты были изготовлены в Ленинграде на заводе «Красный выборжец». Торжественное открытие памятника состоялось 22 апреля 1925 года, когда отмечалась 55-годовщина со дня рождения Ильича. Скверу было присвоено имя В. И. Ленина. В зелёном сквере возвышался этот памятник. На мраморных плитах была высечена надпись на узбекском арабским шрифтом: «Старому миру — миру национального угнетения, национальной грызни рабочие противопоставляют новый мир — мир единства трудящихся всех наций, где нет места ни для одной привилегии, ни для малейшего угнетения человека человеком».

## Обзор зданий средневекового Регистана

### Токи Тиргарон
В период Абдулла-хана II (1557—1598; до 1583 года правил от имени отца — Искандер-хана) Бухара неузнаваемо изменилась. Им были построены базары, сараи, бани, которые он обратил в вакф своего медресе. Часть их находилась на Регистане. Так, сарайи, Галла бозори (базар зерна), баня, дуканы. Эти здания располагались на восточной и южной стороне Бухары. Самое главное здание из жжёного кирпича Токи Тиргарон было расположено на перекрёстке нынешнего шоссе Регистана.

### Мечеть Поянда-бий аталык
Один из эмиров Имамкули-хана (1611—1642) Поянда-бий аталык туркмен сын Касым-бий туркмена построил в 1610—1611 годах на юге Арка, вблизи квартала Дарвозаи Ислом джума-мечеть (соборная мечеть, пятничная мечеть). Мечеть Поянда-бий аталык по своей величине занимала второе место в Бухаре после мечети Калян (40,5х62,5 метров). Поскольку мечеть имела десять худжр, в вакфном документе, учреждённом в пользу этого здания упоминается под названием «Масжиди Жоме ва мадраса Оталик».
Мечеть в течение трёх столетий реставрировалась несколько раз. Несмотря на это в начале XX века фасад оставался в плохом состоянии. Реставрация требовала больших средств и поэтому, в 1927 году исполнительный комитет решил снести здания и построить на этом месте сад.

### Медресе Бозори гусфанд

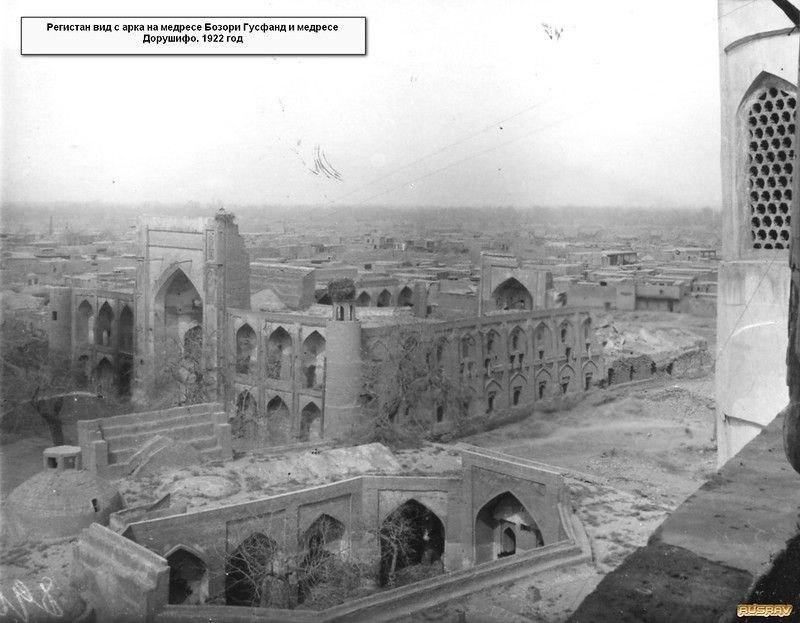
Регистан. Вид с Арка медресе Бозори гусфанд и Дор уш-Шифо. 1922 год.

На севере Регистана располагался двухэтажное медресе, построенное Абдулазиз-ханом (1645—1681). Оно было построено в 1669 году и состояло из 72 худжр, одной мечети и одних ворот. Внешний фасад (пештак) был высоким и величественным. Внешние и внутренние раваки, токи когда-то имели мозаику.
Медресе была разрушена во время Бухарской операции в 1920 году и в 1930-х годах была снесена.

### Медресе Дор уш-Шифо
Медресе располагалось на западе Регистана и в прошлом имело большое научное значение. Приходивший к власти Субханкули-хан (1681—1702), после установления стабильности в стране, начал заниматься наукой и просветительством. Уделил внимание медицине и математике. Уделив большое внимание медицине, построил медресе Дор уш-Шифо в 1696 году.

### Медресе Ходжа Нихал
Ещё одно здание, не уцелевшее до наших дней, медресе Ходжа Нихала, было построено в Регистане. Построил его Ходжа Нихал — один из последних эмиров Убайдулла-хана II (1702—1711). Точная дата постройки не известна. После убийства Убайдулла-хана II его один из преданных эмиров Ходжа Нихал также был убит в этом же году.

### Мечеть и медресе Боло-хауз

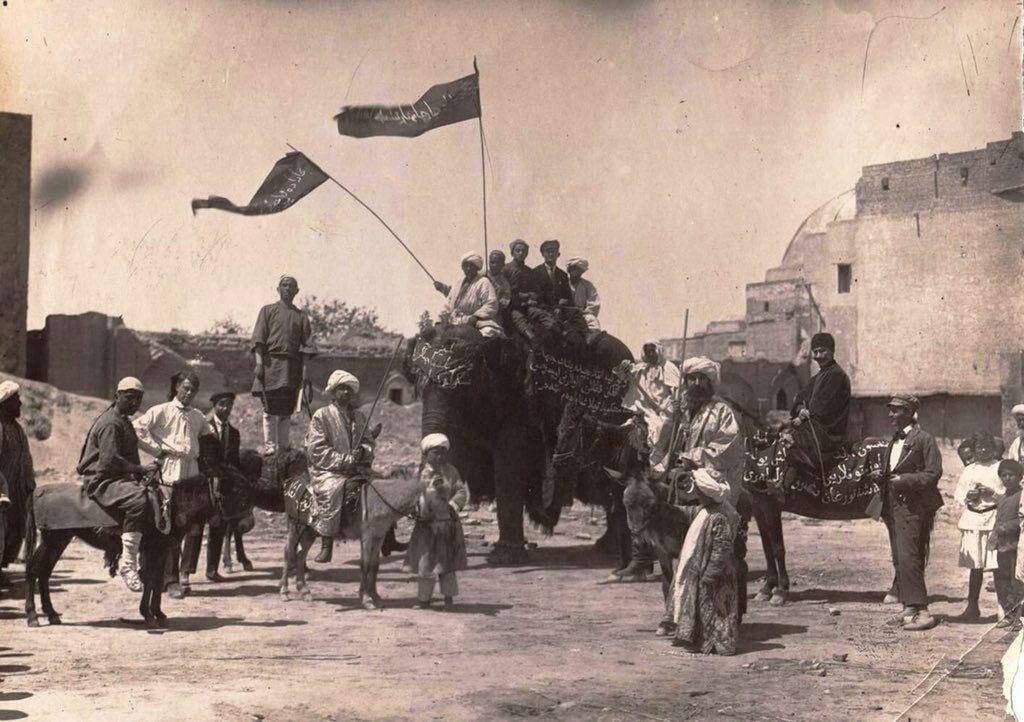
На заднем плане купол мечети Боло-хауз и медресе Шодим-бий. 1922 год.

### Медресе Шодим-бий
Было расположено на юге мечети Боло-хауз. Время построения неизвестно. Возможно, что Шодим-бий был одним из аштарханидских эмиров.